# M2-9
M2-9 (Minkowski 2-9, Бабочка Минковского, туманность Крылья Бабочки) — планетарная туманность, открытая Рудольфом Минковским в 1947 году. Туманность расположена в 2100 световых годах от Солнца в направлении созвездия Змееносца. Данная биполярная туманность имеет причудливую форму в виде двух лопастей из вещества, выделяемого центральной звездой. Астрономы также называют данный объект туманностью Два джета, поскольку предполагается, что форму лопастей задают релятивистские струи (джеты). Форма туманности также напоминает крылья бабочки. В 1990-х годах изображение туманности было получено телескопом «Хаббл».
Главный компонент центральной двойной звезды является горячим ядром звезды, завершившей существование на главной последовательности, сбросившей большую часть внешних слоев и ставшей красным гигантом, а теперь превращающейся в белый карлик. Считается, что в течение раннего периода существования звезда напоминала Солнце. Второй компонент двойной вращается очень близко к первому и может быть погруженным в расширяющуюся атмосферу первого компонента, в результате чего и возникла туманность. Вероятно, притяжение одного компонента вызвало истекание вещества с поверхности другого, при этом образовался расширяющийся тонкий плотный диск. Подобный диск может объяснять вид туманности M2-9.
Вследствие сильного звёздного ветра туманность активно расширяется, увеличивая подобные по форме песочным часам лопасти, перпендикулярные диску. Проекция лопастей на картинную плоскость имеет форму бабочки. Внешняя оболочка имеет возраст около 1200 лет (Schwarz et al. 1997).